# مات جيرو
مات جيرو (بالإنجليزية: Matt Giraud)‏ هو كاتب أغاني وعازف بيانو وموسيقي ومغني أمريكي، ولد في 11 مايو 1985 في ديربورن في الولايات المتحدة.

## وصلات خارجية
- مات جيرو على موقع IMDb (الإنجليزية)
- مات جيرو على موقع ميوزك برينز (الإنجليزية)